# 戦争映画
戦争映画（せんそうえいが）は、映画の一種で、歴史上の戦争を題材としたものを指す。

## 概要

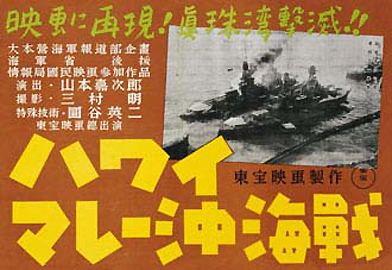
ハワイ・マレー沖海戦（1942年）

一般的に第一次世界大戦以降の戦争を描いた映画が戦争映画と呼ばれることが多いが、「戦争映画」かどうかは鑑賞者の感覚によって左右され極めて曖昧である。近代戦争の内実を変えた第一次世界大戦が分岐点になるのは確かだが、第一次世界大戦以前の近代的軍隊に影響を与えた戦争、国民国家が登場し、国民皆兵制度、総力戦、参謀本部による作戦指導などの確立が見られる1870年の普仏戦争あたりからと見るべきという見解もある。
実際にあった戦闘を再現するアクションによる興奮を描くものが人気を集めてきた。近年は圧倒的多数がアメリカ製であり、アメリカが関係した20世紀以降の近代戦争が題材となっている。ほとんどの場合、扱われる戦争は過去に実際にあったものか、それに似せたものである。国家間の戦争ではなく内乱や民族紛争を扱った場合でも戦争映画と呼ばれることが多い。ただし、軍人または元軍人の主人公が単身、または少人数で架空の戦闘行為を行う場合は、アクション映画と呼ばれることが多いが、戦争映画との境界は曖昧である。また、未来の戦争を題材としたものはSF映画、日本の近代以前の歴史上の戦争を題材とした場合は時代劇、外国の近代以前の歴史上の戦争を題材とした場合は史劇、アメリカの開拓民とネイティブ・アメリカンの闘争を題材とした場合は西部劇と呼ばれる。
戦闘以外の題材では、軍隊の訓練や内部抗争、戦争に至る政治的経緯や戦後の軍事裁判、戦場・占領地での様々な物語、戦争中の国内（銃後）の戦争への姿勢、戦後の国民の戦争への思いを題材としたものなどがあげられる。登場人物は、前線の兵士、戦場から離れた場所にいる将校や政府関係者、戦場となった土地に生きる市民などが登場することが多い。舞台には戦場が登場する場合が多い。
また、戦争映画はその性格上、軍や政府による政治宣伝、世論誘導、戦意高揚、プロパガンダの手段としても制作される。あるいは逆に、制作者による反戦主張、軍や政府などを批判する性質を帯びることもある。そのため、戦争映画を鑑賞する際には創られた時代背景や制作者、協力団体などを考慮せずに無批判にその内容を受け入れると、制作者の術中に嵌ることもある。
日本では第二次世界大戦後も多くの戦争映画を製作しており、いくつかは大変な人気を博した。内容は戦争に至る政府及び軍部の苦悩や、困難な作戦に臨む将兵を描いた作品、戦争を否定されるべきものとして捉えた作品など多岐にわたる。
中国でも多くの戦争映画が製作されており、2007年には南京事件を扱った映画が多数製作された。

## 戦争映画の一覧

### ナポレオン戦争

#### 1812年ロシア戦役
- 戦争と平和（キング・ヴィダー監督、1956年）
- 戦争と平和（セルゲイ・ボンダルチュク監督、1967年）

#### ワーテルローの戦い
- ワーテルロー（英語版）（カール・グルーネ（英語版）監督、1929年）
- ワーテルロー（セルゲイ・ボンダルチュク監督、1970年）

### アヘン戦争
- 阿片戦争（マキノ正博監督、1943年）
- 阿片戦争（チョン・チュンリー/ツェン・ファン監督、1959年）[2]
- 阿片戦争（シェ・チン監督、1997年）[3]

### 南北戦争
- キートンの大列車追跡（バスター・キートン/クライド・ブルックマン（英語版）監督、1926年）
- 南部に轟く太鼓（ウィリアム・キャメロン・メンジース（英語版）監督、1951年）
- グローリー（エドワード・ズウィック監督、1989年）

### 日露戦争
- ラ・バタイユ（早川雪洲、エドゥアール＝エミール・ヴィオレ監督、1923年）
- 撃滅（小笠原明峰監督、1930年）
- 明治天皇と日露大戦争（渡辺邦男監督、1957年）
- 日露戦争勝利の秘史 敵中横断三百里（森一生監督、1957年）
- 明治大帝と乃木将軍（小森白監督、1959年）
- 明治大帝御一代記（大蔵貢監督、1964年）
- 日本海大海戦（丸山誠治監督、1969年）
- 二百三高地（舛田利雄監督、1980年）
- 日本海大海戦 海ゆかば（舛田利雄監督、1983年）

### 第一次世界大戦
- 世界の心（D・W・グリフィス監督、1918年）
- 君国の為に（アレン・ホルバー監督、1918年）
- 担へ銃（チャーリー・チャップリン監督、1918年）
- ベター・オール（英語版）（チャールズ・ライズナー（英語版）監督、1926年）[4]
- つばさ（ウィリアム・A・ウェルマン監督、1927年）
- 西部戦線異状なし（ルイス・マイルストン監督、1930年）
- 西部戦線一九一八年（ゲオルク・ヴィルヘルム・パープスト監督、1930年）
- キートンの決死隊（英語版）（エドワード・セジウィック（英語版）監督、1930年）[5]
- 海の底（ジョン・フォード監督、1931年）
- 戦場よさらば（フランク・ボーゼイジ監督、1932年）
- 最後の一兵まで（カール・リッター監督、1937年）
- 大いなる幻影（ジャン・ルノワール監督、1937年）
- ヨーク軍曹（ハワード・ホークス監督、1941年）
- 武器よさらば（チャールズ・ヴィダー監督、1957年）
- 突撃（スタンリー・キューブリック監督、1957年）
- アラビアのロレンス（デヴィッド・リーン監督、1962年）
- 青島要塞爆撃命令（古沢憲吾監督、1963年）
- 銃殺（ジョゼフ・ロージー監督、1964年）
- まぼろしの市街戦（フィリップ・ド・ブロカ監督、1966年）
- ブルー・マックス（ジョン・ギラーミン監督、1966年）
- 総進撃（フランチェスコ・ロージ監督、1970年）
- ジョニーは戦場へ行った（ダルトン・トランボ監督、1971年）
- レッド・バロン (ロジャー・コーマン監督、1971年)
- スカイエース（ジャック・ゴールド監督、1976年）
- 誓い（ピーター・ウィアー監督、1981年）
- ザ・トレンチ（塹壕）（ウィリアム・ボイド監督、1999年）
- ファイブ・デイズ・ウォー（ラッセル・マルケイ監督、2001年）
- ロング・エンゲージメント（ジャン＝ピエール・ジュネ監督、2004年）
- 戦場のアリア（クリスチャン・カリオン監督、2005年）
- フライボーイズ（トニー・ビル監督、2006年）
- A TIME OF WAR タイム・オブ・ウォー 戦場の十字架（ポール・グロス監督、2008年）
- レッド・バロン（ニコライ・ミュラーション監督、2008年）
- 戦火の馬（スティーヴン・スピルバーグ監督、2011年）
- シー・バトル 戦艦クイーン・エリザベスを追え!!（イェスィム・セズギン監督、2012年）
- 兵士ピースフル（パット・オコナー監督、2012年）
- サイレント・マウンテン 巌壁の戦場（エルンスト・ゴスナー監督、2013年）
- バタリオン ロシア婦人決死隊VSドイツ軍（ドミトリー・メスヒエフ監督、2015年）
- セルビア・クライシス（ペータル・リストフスキー監督、2018年）
- 1917 命をかけた伝令（サム・メンデス監督、2019年）
- グレート・ウォー（スティーヴン・ルーク監督、2019年）
- 1916 自由をかけた戦い（ダリウシュ・ガイェフスキ監督、2019年）
- 西部戦線異状なし（エドワード・ベルガー監督、2022年）

### ロシア内戦
- 女狙撃兵マリュートカ（ロシア語版、英語版）（グリゴーリ・チュフライ監督、1956年）
- 静かなるドン（黎明編・憂愁編）（ロシア語版、英語版）（セルゲイ・ゲラーシモフ（ロシア語版、英語版）監督、1957～1958年）
- ドクトル・ジバゴ（デヴィッド・リーン監督、1965年）※アメリカ合衆国・イタリア合作
- 提督の戦艦（アンドレイ・クラフチュク監督、2008年）

### アイルランド独立戦争・アイルランド内戦
- マイケル・コリンズ（ニール・ジョーダン監督、1996年）
- 麦の穂をゆらす風（ケン・ローチ監督、2006年）

### 日中戦争（支那事変）
- 五人の斥候兵（田坂具隆監督、1938年）
- 上海陸戦隊（熊谷久虎監督、1939年）
- 土と兵隊（田坂具隆監督、1939年）
- 西住戦車長伝 （吉村公三郎監督、1940年）
- 燃ゆる大空 （阿部豊監督、1940年）
- 将軍と参謀と兵（田口哲監督、1942年）
- フライング・タイガー（デヴィッド・ミラー監督、1942年）
- 春の河、東へ流る（蔡楚生、鄭君里監督、1947年）
- 赤い天使（増村保造監督、1966年）
- 戦争と人間 第二部・第三部（山本薩夫監督、1971年・1973年）
- 従軍慰安婦（鷹森立一監督、1974年）
- 一人と八人（張軍釗監督、1984年）
- 沈黙の鉄橋（李前寛、蕭桂雲監督、1995年）
- 南京1937（呉子牛監督、1995年）
- 黒い太陽・南京（ムー・トンフェイ監督、1995年）
- チルドレン・オブ・ホァンシー 遥かなる希望の道（ロジャー・スポティスウッド監督、2008年）
- 南京!南京!（陸川監督、2009年）
- ジョン・ラーベ 〜南京のシンドラー〜（フローリアン・ガレンベルガー監督、2009年）
- エア・ストライク（シャオ・フェン監督、2018年）
- エイト・ハンドレッド 戦場の英雄たち（グアン・フー監督、2020年）

### スペイン内戦
- 誰が為に鐘は鳴る（サム・ウッド監督、1943年）
- 死よ、万歳（フェルナンド・アラバール監督、1971年）
- ミツバチのささやき（ビクトル・エリセ監督、1973年）
- 鏡（アンドレイ・タルコフスキー監督、1975年）
- ゲルニカの木（フェルナンド・アラバール監督、1975年）
- 歌姫カルメーラ（カルロス・サウラ監督、1990年）
- 大地と自由（ケン・ローチ監督、1995年）
- 蝶の舌（ホセ・ルイス・クエルダ監督、1999年）
- ゲルニカ（コルド・セラ監督、2016年）

### ノモンハン事件
- 戦争と人間 第三部（山本薩夫監督、1973年）
- マイウェイ 12,000キロの真実（カン・ジェギュ監督、2011年）

### 第二次世界大戦

#### 欧州戦線
ポーランド侵攻
- リュッツォ爆撃隊（ハンス・ベルトラム監督、1941年）
- 戦場のピアニスト（ロマン・ポランスキー監督、2002年）
- カティンの森（アンジェイ・ワイダ監督、2007年）

ソ・フィン戦争（冬戦争・継続戦争）
- ウィンター・ウォー 厳寒の攻防戦（ペッカ・パリッカ監督、1990年）
- アンノウン・ソルジャー 英雄なき戦場（アク・ロウヒミエス監督、2017年）

北方・西方電撃戦
- 急降下爆撃隊（カール・リッター監督、1941年）
- ミニヴァー夫人（ウィリアム・ワイラー監督、1942年）
- 禁じられた遊び（ルネ・クレマン監督、1952年）
- 激戦ダンケルク（レスリー・ノーマン監督、1958年）
- ダンケルク（アンリ・ヴェルヌイユ監督、1964年）
- エイプリル・ソルジャーズ ナチス・北欧大侵略（ロニ・エズラ監督、2015年）
- ヒトラーに屈しなかった国王（エリック・ポッペ監督、2016年）
- ダンケルク（クリストファー・ノーラン監督、2017年）

大西洋の戦い
- 潜水艦轟沈す（マイケル・パウエル監督、1941年）
- 潜水艦西へ!!（ギュンター・リター監督、1941年）
- 戦艦シュペー号の最後（マイケル・パウエル、エメリック・プレスバーガー監督、1956年）
- 眼下の敵（ディック・パウエル監督、1957年）
- 鮫と小魚（フランク・ヴィスバール監督、1957年）圧倒的な連合軍（鮫）を相手に苦闘するドイツ海軍の若者たち（小魚）。
- U47出撃せよ（ハラルト・ラインル監督、1958年）イギリス海軍基地スカパフローに潜入し英戦艦を撃沈したUボートU47とギュンター・プリーン艦長。
- ビスマルク号を撃沈せよ!（ルイス・ギルバート監督、1960年）
- マーフィの戦い（ピーター・イエーツ監督、1971年）
- U・ボート（ウォルフガング・ペーターゼン監督、1981年）
- U-571（ジョナサン・モストウ監督、2000年）
- 潜水艦コマンダンテ 誇り高き決断（エドアルド・デ・アンジェリス監督、2023年）

バトル・オブ・ブリテン
- スピットファイアー（イギリス映画、レスリー・ハワード監督、1942年）原題：Spitfire、別邦題『迎撃戦闘機スピットファイア』
- 壮烈303戦斗機隊（ポーランド映画、フーベルト・ドラペラ監督、1960年）ポーランド人戦闘機中隊の活躍、原題：Historia Jedego Myrliwca
- 空軍大戦略 （ガイ・ハミルトン監督、1969年）
- 戦場の小さな天使たち （ジョン・ブアマン監督、1987年）
- ダーク・ブルー（チェコ・イギリス合作、ヤン・スヴェラーク監督、2001年）
- ブリッツ ロンドン大空襲（イギリス・アメリカ合作、スティーヴ・マックィーン監督、2024年）

アフリカ戦線
- 砂漠の鬼将軍（ヘンリー・ハサウェイ監督、1951年）
- 空挺部隊（ドゥイリオ・コレッティ監督、1956年）エル・アラメインにおける伊空挺師団 Folgore の戦い、原題：Divisione Folgore
- 撃墜王 アフリカの星（アルフレート・ヴァイデマン監督、1957年）
- カイロのロンメル（ヴォルフガング・シュライフ監督、1959年）別邦題『ロンメル将軍の密使』
- トブルク戦線（アーサー・ヒラー監督、1967年）
- パットン大戦車軍団（フランクリン・J・シャフナー監督、1970年）
- ロンメル軍団を叩け（ヘンリー・ハサウェイ監督、1971年）
- 炎の戦線エル・アラメイン（エンツォ・モンテレオーネ監督、2002年）

独ソ戦
- 北極星（ルイス・マイルストン監督、1943年）
- ベルリン陥落（ミハイル・チアウレリ監督、1949年）
- 08/15三部作（パウル・マイ監督、1955年-1956年）
- 戦争と貞操（ミハイル・カラトーゾフ監督、1957年）別邦題『鶴は翔んでゆく』
- 誓いの休暇（グリゴーリ・チュフライ監督、1959年）
- 人間の運命（セルゲイ・ボンダルチュク監督、1959年）
- 壮烈第六軍!最後の戦線（ヘルムート・アシュライ監督、1959年）スターリングラードで壊滅するドイツ第六軍。
- 僕の村は戦場だった（アンドレイ・タルコフスキー監督、1962年）
- ヨーロッパの解放（ユーリー・オーゼロフ監督、1970年-1971年）- 『続ヨーロッパの解放』は「対独抵抗運動」節に配置。
- 白銀の戦場 スターリングラード大攻防戦（ガブリール・エキアザーロフ監督、1972年）
- レニングラード攻防戦（ユーリー・ソローミン監督、1974年）
- 祖国のために（セルゲイ・ボンダルチュク監督、1975年）
- 戦争のはらわた（サム・ペキンパー監督、1977年）
- 対独爆撃部隊ナイトウィッチ（エフゲニア・ジグレンコ監督、1981年）
- モスクワ大攻防戦（ユーリー・オーゼロフ監督、1985年）
- 炎628（エレム・クリモフ監督、1985年）
- 僕を愛したふたつの国/ヨーロッパ ヨーロッパ（アニエスカ・ホランド監督、1990年）
- スターリングラード（ヨゼフ・フィルスマイアー監督、1993年）
- スターリングラード（ジャン＝ジャック・アノー監督、2001年）
- ソビエト侵攻 〜バルバロッサ作戦1941〜（ミハイル・プタシェク監督、2003年）原題：Burning Land
- 戦火のナージャ（ニキータ・ミハルコフ監督、2010年）
- マイウェイ 12,000キロの真実（カン・ジェギュ監督、2011年）
- 遥かなる勝利へ（ニキータ・ミハルコフ監督、2011年）
- 1944 独ソ・エストニア戦線（エルモ・ニュカネン（英語版）監督、2015年）
- 戦争と女の顔（カンテミール・バラーゴフ監督、2019年）

対独伊抵抗運動
- 生きるべきか死ぬべきか（エルンスト・ルビッチ監督、1942年）
- 死刑執行人もまた死す（フリッツ・ラング監督、1943年）
- ヒットラーの狂人（ダグラス・サーク監督、1943年）
- 無防備都市（ロベルト・ロッセリーニ監督、1945年）
- 鉄路の斗い（ルネ・クレマン監督、1946年）
- 地下水道（アンジェイ・ワイダ監督、1956年）
- パリは燃えているか（ルネ・クレマン監督、1966年）
- ネレトバの戦い（ヴェリコ・ブライーチ監督、1969年）
- 影の軍隊（ジャン＝ピエール・メルヴィル監督、1969年）
- 特攻大戦線（ヴァレンティノ・オルシーニ監督、1970年）
- ルシアンの青春（ルイ・マル監督、1973年）
- 続ヨーロッパの解放（ユーリー・オーゼロフ監督、1977年）- 『ヨーロッパの解放』は「独ソ戦」節に配置。
- UPRISING アップライジング（ジョン・アヴネット監督、2001年）
- デイズ・オブ・グローリー（ラシッド・ブシャール監督、2006年）
- ブラックブック（ポール・ヴァーホーヴェン監督、2006年）
- 誰がため（オーレ・クリスチャン・マセン監督、2008年）
- ナチスが最も恐れた男（ヨアヒム・ローニング、エスペン・サンドベリ監督、2008年）
- ハイドリヒを撃て!「ナチの野獣」暗殺作戦（ショーン・エリス監督、2016年）

ヒトラー暗殺計画
- 誰が祖国を売ったか!（アルフレート・ヴァイデマン監督、1955年）国防軍情報部のカナリス提督を描く。DVD邦題『誰が祖国を売ったか?』
- ヒトラー暗殺（ゲオルク・ヴィルヘルム・パープスト監督、1955年）
- 暗殺計画7・20（ファルク・ハルナック監督、1955年）DVD邦題『総統爆破計画』
- オペレーション・ワルキューレ（ヨ・バイアー監督、2004年）
- ワルキューレ（ブライアン・シンガー監督、2008年）
- ヒトラー暗殺、13分の誤算（オリヴァー・ヒルシュビーゲル監督、2015年）

ノルマンディー上陸作戦
- 史上最大の作戦（ケン・アナキン、アンドリュー・マートン、ベルンハルト・ヴィッキ監督、1962年）
- 特攻大作戦（ロバート・アルドリッチ監督、1967年）
- 地獄のノルマンディ（アル・ブラッドレイ監督、1968年）
- 激戦地（ウンベルト・レンツィ監督、1969年）
- 針の眼（リチャード・マーカンド監督、1981年）
- プライベート・ライアン（スティーヴン・スピルバーグ監督、1998年）
- マイウェイ 12,000キロの真実（カン・ジェギュ監督、2011年）

地中海周辺の戦い
- 戦火のかなた（ロベルト・ロッセリーニ監督、1946年）
- マルタ島攻防戦（ブライアン・デズモンド・ハースト監督、1953年）
- 将軍月光に消ゆ（マイケル・パウエル、エメリック・プレスバーガー監督、1957年）
- ナバロンの要塞（J・リー・トンプソン監督、1961年）
- アンツィオ大作戦（エドワード・ドミトリク監督、1968年）
- コレリ大尉のマンドリン（ジョン・マッデン監督、2001年）
- セントアンナの奇跡（スパイク・リー監督、2008年）

特殊部隊
- テレマークの要塞（アンソニー・マン監督、1965年）
- 荒鷲の要塞（ブライアン・G・ハットン監督、1968年）
- コマンド戦略（アンドリュー・V・マクラグレン監督、1968年）
- 鷲は舞いおりた（ジョン・スタージェス監督、1976年）
- ナバロンの嵐（ガイ・ハミルトン監督、1978年）

マーケット・ガーデン作戦
- 遠すぎた橋（リチャード・アッテンボロー監督、1977年）
- ラストフロント -1944英米連合軍マーケット・ガーデン作戦-（コリン・ティーグ監督、2005年）

バルジの戦い以降の西部戦線
- 若き獅子たち（エドワード・ドミトリク監督、1958年）
- 橋（ベルンハルト・ヴィッキ監督、1959年）
- バルジ大作戦（ケン・アナキン監督、1965年）
- アルデンヌの戦い（アルベルト・デ・マルチーノ監督、1967年）
- 大反撃（シドニー・ポラック監督、1969年）
- レマゲン鉄橋（ジョン・ギラーミン監督、1969年）
- パンツァー鋼鉄師団（ボブ・カールスハー監督、1999年）
- 極寒激戦地アルデンヌ 〜西部戦線1944〜（ライアン・リトル監督、2003年）
- ザ・ブレイブ・ウォー 第442部隊（レイン・ニシカワ監督、2006年）

ベルリンの戦い（総統官邸地下壕）
- アドルフ・ヒトラー 最後の10日間（エンニオ・デ・コンチーニ監督、1973年）
- ヒトラー最期の日（ジョージ・シェーファー監督、1981年） 原題：Le Bunker（総統地下壕）
- ヒトラー 〜最期の12日間〜（オリヴァー・ヒルシュビーゲル監督、2004年）
- ヒトラーの建築家 アルベルト・シュペーア（ハインリッヒ・ブレロアー監督、2005年）

捕虜収容所
- 第十七捕虜収容所（ビリー・ワイルダー監督、1953年）
- 脱走4万キロ（ロイ・ベーカー監督、1957年）イギリス軍の捕虜になったドイツ空軍大尉が脱走し、ドイツに帰還する実話を題材にした映画、原題：The one that got away、DVD邦題『脱走四万キロ』
- 大脱走（ジョン・スタージェス監督、1963年）
- 鬼戦車T-34（ニキータ・クリーヒン、レオニード・メナケル監督、1965年）
- 脱走特急（マーク・ロブソン監督、1965年）
- 脱走山脈　（マイケル・ウィナー監督、1969年）
- マッケンジー脱出作戦 （ラモント・ジョンソン監督、1970年）
- 勝利への脱出（ジョン・ヒューストン監督、1981年）
- 9000マイルの約束（ハーディ・マーティンス監督、2001年）

ホロコースト
- 夜と霧（アラン・レネ監督、1956年）
- 悲しみの青春（ヴィットリオ・デ・シーカ監督、1970年）
- 愛の嵐（リリアーナ・カヴァーニ監督、1974年）
- パリの灯は遠く（ジョセフ・ロージー監督、1976年）
- ソフィーの選択（アラン・J・パクラ監督、1982年）
- SHOAH ショア（クロード・ランズマン監督、1985年）
- さよなら子供たち（ルイ・マル監督、1987年）
- コルチャック先生（アンジェイ・ワイダ監督、1990年）
- シンドラーのリスト（スティーヴン・スピルバーグ監督、1993年）
- ライフ・イズ・ビューティフル（ロベルト・ベニーニ監督、1997年）
- ビザと美徳（クリス・タシマ監督、1998年）
- 灰の記憶（ティム・ブレイク・ネルソン監督、2001年）
- ホロコースト -アドルフ・ヒトラーの洗礼-（コスタ＝ガヴラス監督、2002年）
- ディファイアンス（エドワード・ズウィック監督、2008年）
- サウルの息子（ネメシュ・ラースロー監督、2015年）
- ホロコーストの罪人（エイリーク・スヴェンソン監督、2020年）
- ヒトラーのための虐殺会議（マッティ・ゲショネック監督、2022年）
- 関心領域（ジョナサン・グレイザー監督、2023年）

ドイツ爆撃
- 頭上の敵機（ヘンリー・キング監督、1949年）
- 暁の出撃（マイケル・アンダーソン監督、1955年）
- 633爆撃隊（ウォルター・E・グローマン監督、1964年）
- モスキート爆撃隊（ボリス・セイガル監督、1969年）
- スローターハウス5（ジョージ・ロイ・ヒル監督、1972年）
- メンフィス・ベル（マイケル・ケイトン＝ジョーンズ監督、1990年）
- ドレスデン、運命の日（ローランド・ズゾ・リヒター監督、2006年）

原子爆弾開発舞台裏が主題
- デイワン/最終兵器の覚醒（めざめ）（ジョセフ・サージェント監督、1989年）
- シャドー・メーカーズ（ローランド・ジョフィ監督、1989年）
- オッペンハイマー（クリストファー・ノーラン監督、2023年）

その他
- イングロリアス・バスターズ（クエンティン・タランティーノ監督、2009年）

#### 太平洋戦争（大東亜戦争）
戦争の経緯・展開
- 日本の悲劇（亀井文夫監督、1946年）
- 太平洋の鷲（本多猪四郎監督、1953年）
- 軍神山本元帥と連合艦隊（志村敏夫監督、1956年）
- 連合艦隊司令長官 山本五十六（丸山誠治監督、1968年）
- 激動の昭和史 軍閥（堀川弘通監督、1970年）
- 連合艦隊（松林宗恵監督、1981年）
- 大日本帝国（舛田利雄監督、1982年）
- スパイ・ゾルゲ（篠田正浩監督、2003年）
- 聯合艦隊司令長官 山本五十六（成島出監督、2011年）

海戦
- ハワイ・マレー沖海戦（山本嘉次郎監督、1942年）
- 真珠湾攻撃（グレッグ・トーランド、ジョン・フォード監督、1943年）
- 桃太郎の海鷲（瀬尾光世監督、1943年）
- 海軍（田坂具隆監督、1943年／村山新治監督、1963年）
- ミッドウェイ囮作戦（ヘンリー・ハサウェイ監督、1944年）
- 第七機動部隊（レスリー・セランダー監督、1952年）
- ハワイ・ミッドウェイ大海空戦 太平洋の嵐 （松林宗恵監督、1960年）
- 太平洋奇跡の作戦 キスカ（丸山誠治監督、1965年）
- トラ・トラ・トラ!（リチャード・O・フライシャー、舛田利雄、深作欣二監督、1970年）
- ミッドウェイ（ジャック・スマイト監督、1976年）
- パール・ハーバー（マイケル・ベイ監督、2001年）
- ミッドウェイ（ローランド・エメリッヒ監督、2019年）

潜水艦
- 潜水艦ろ号 未だ浮上せず（野村浩将監督、1954年）
- 深く静かに潜航せよ（ロバート・ワイズ監督、1958年）
- 潜水艦イ-57降伏せず（松林宗恵監督、1959年）
- 1941（スティーヴン・スピルバーグ監督、1979年）
- ローレライ（樋口真嗣監督、2004年）
- 真夏のオリオン（篠原哲雄監督、2009年）

軍艦（潜水艦以外）
- 戦艦大和 （阿部豊監督、1953年）
- 太平洋戦争 謎の戦艦陸奥 （小森白監督、1960年）
- 駆逐艦雪風（山田達雄監督、1964年）
- 男たちの大和/YAMATO（佐藤純彌監督、2005年）
- アルキメデスの大戦（山崎貴監督、2019年）

陸戦
- 香港攻略 英國崩るゝの日（田中重雄監督、1942年）
- シンガポール總攻撃（島耕二監督、1943年）
- ガダルカナル・ダイアリー（ルイス・セイラー監督、1943年）
- あの旗を撃て コレヒドールの最後（阿部豊監督、1944年）
- 肉弾挺身隊（田中重雄監督、1944年）
- バターンを奪回せよ（エドワード・ドミトリク監督、1944年）
- 桃太郎 海の神兵（瀬尾光世監督、1945年）
- 後に続くを信ず（渡邊邦男監督、1945年）
- コレヒドール戦記（ジョン・フォード監督、1945年）
- 硫黄島の砂（アラン・ドワン監督、1949年）
- パレンバン奇襲作戦（小林恒夫監督、1963年）
- 大突撃（アンドリュー・マートン監督、1964年）
- 勇者のみ（フランク・シナトラ監督、1965年）
- ビーチレッド戦記（コーネル・ワイルド監督、1967年）
- 燃える戦場（ロバート・アルドリッチ監督、1970年）
- シン・レッド・ライン（テレンス・マリック監督、1998年）
- 少年義勇兵（ユッタナー・ムクダーサニット監督、2000年）
- ウインドトーカーズ（ジョン・ウー監督、2002年）
- 父親たちの星条旗（クリント・イーストウッド監督、2006年）
- 硫黄島からの手紙（クリント・イーストウッド監督、2006年）
- 太平洋の奇跡 -フォックスと呼ばれた男-（平山秀幸監督、2011年）

航空戦
- 翼の凱歌（山本薩夫監督、1942年）
- 空軍/エア・フォース（ハワード・ホークス監督、1943年）
- 加藤隼戦闘隊（山本嘉次郎監督、1944年）
- 雷撃隊出動（山本嘉次郎監督、1944年）
- 太平洋作戦（ニコラス・レイ監督、1951年）
- さらばラバウル （本多猪四郎監督、1954年）
- 零戦黒雲一家（舛田利雄監督、1962年、日活）
- 太平洋の翼（松林宗恵監督、1963年）
- ゼロ・ファイター 大空戦（森谷司郎監督、1966年）
- あゝ陸軍隼戦闘隊（村山三男監督、1969年）
- 大空のサムライ（丸山誠治監督、1976年）
- 零戦燃ゆ（舛田利雄監督、1984年）

中国戦線
- 暁の脱走（谷口千吉監督、1950年）
- 人間の條件（小林正樹監督、1959年〜1961年）
- 独立愚連隊（岡本喜八監督、1959年）
- 春婦伝（鈴木清順監督、1965年）
- 満州帝国崩壊 〜ソビエト進軍1945〜（ユーリ・イヴァンチュク監督、1982年）
- 晩鐘（呉子牛監督、1987年）
- 鬼が来た!（姜文監督、2000年）
- 戦場に咲く花（蒋欽民監督、2000年）
- デスティニー・イン・ザ・ウォー（ビレ・アウグスト監督、2017年）

捕虜・敗残兵
- 日の果て（山本薩夫監督、1954年）
- マレー死の行進 アリスのような町（ジャック・リー監督、1956年）
- ビルマの竪琴（市川崑監督、1956年／1985年）
- 戦場にかける橋（デヴィッド・リーン監督、1957年）
- 野火（市川崑監督、1959年／塚本晋也監督、2015年）
- 私は貝になりたい（橋本忍監督、1959年／福澤克雄監督、2008年）
- キング・ラット（ブライアン・フォーブス監督、1965年）
- 軍旗はためく下に（深作欣二監督、1972年）
- 南十字星（丸山誠治、ピーター・マックスウェル監督、1982年）
- 戦場のメリークリスマス（大島渚監督、1983年）
- 海と毒薬（熊井啓監督、1986年）
- フィリピン陥落 -バターン半島1942（バズ・キューリック監督、1986年）
- 黒い太陽七三一 戦慄!石井七三一細菌部隊の全貌（牟敦芾監督、1988年）
- 戦場にかける橋2 クワイ河からの生還（アンドリュー・V・マクラグレン監督、1989年）
- アンボンで何が裁かれたか（スティーヴン・ウォーレス監督、1990年）
- エンド・オブ・オール・ウォーズ（デヴィッド・L・カニンガム監督、2001年）
- WAR OF THE SUN カウラ事件-太陽への脱出（ブラッド・ヘインズ監督、2010年）
- レイルウェイ 運命の旅路（ジョナサン・テプリツキー監督、2013年）
- 不屈の男 アンブロークン（アンジェリーナ・ジョリー監督、2014年）

学徒出陣・学童疎開・空襲
- 東京上空三十秒（マーヴィン・ルロイ監督、1944年）
- また逢う日まで（今井正監督、1950年）
- 日本戦歿学生の手記 きけ、わだつみの声（関川秀雄監督、1950年）
- 海軍特別年少兵（今井正監督、1972年）
- 英霊たちの応援歌 最後の早慶戦（岡本喜八監督、1979年）
- 東京大空襲 ガラスのうさぎ（橘祐典監督、1979年）
- 対馬丸 —さようなら沖繩—（アニメーション作品、小林治監督、1982年）
- 火垂るの墓（アニメーション作品、高畑勲監督、1988年／実写作品、日向寺太郎監督、2008年）
- 戦争と青春（今井正監督、1991年）
- きけ、わだつみの声 Last Friends（出目昌伸監督、1995年）
- 美しい夏キリシマ（黒木和雄監督、2003年）
- 少年H（降旗康男監督、2013年）

特攻隊
- 最後の帰郷（吉村廉・田中重雄監督、1945年）
- 雲ながるる果てに（家城巳代治監督、1953年）
- 人間魚雷回天（松林宗恵監督、1955年）
- カミカゼ（アンリ・ディアマン・ベルジェ監督、1961年）
- あゝ同期の桜（中島貞夫監督、1967年）
- 肉弾（岡本喜八監督、1968年）
- 人間魚雷 あゝ回天特別攻撃隊（小沢茂弘監督、1968年）
- 月光の夏（神山征二郎監督、1993年）
- 君を忘れない（渡邊孝好監督、1995年）
- WINDS OF GOD（奈良橋陽子監督、1995年）
- 出口のない海（佐々部清監督、2006年）
- 俺は、君のためにこそ死ににいく（新城卓監督、2007年）
- 永遠の0（山崎貴監督、2013年）

沖縄戦
- ひめゆりの塔（今井正監督、1953年）
- 太平洋戦争と姫ゆり部隊（小森白監督、1962年）
- あゝひめゆりの塔（舛田利雄監督、1968年）
- 激動の昭和史 沖縄決戦（岡本喜八監督、1971年）
- ひめゆりの塔（今井正監督、1982年）
- ひめゆりの塔（神山征二郎監督、1995年）
- ハクソー・リッジ（メル・ギブソン監督、2016年）
- 島守の塔（五十嵐匠監督、2022年）

原爆
- 原爆の子（新藤兼人監督、1952年）
- ひろしま（関川秀雄監督、1953年）
- 二十四時間の情事（アラン・レネ監督、1959年）
- はだしのゲン（山田典吾監督、1976年）
- TOMORROW 明日（黒木和雄監督、1988年）
- 黒い雨（今村昌平監督、1989年）
- 父と暮せば（黒木和雄監督、2004年）
- 夕凪の街 桜の国（佐々部清監督、2007年）

軍隊・戦争の不条理
- マライの虎（古賀聖人監督、1943年）
- 犯罪者は誰か（田中重雄監督、1946年）
- 真空地帯（山本薩夫監督、1952年）
- 地上より永遠に（フレッド・ジンネマン監督、1953年）
- 玄海灘は知っている（キム・ギヨン監督、1961年）
- 太平洋の地獄（ジョン・ブアマン監督、1968年）
- 樺太1945年夏 氷雪の門（村山三男監督、1974年）
- 風の輝く朝に（レオン・ポーチ監督、1984年）
- 太陽の帝国（スティーヴン・スピルバーグ監督、1987年）
- メナムの残照（ルット・ロンナポップ監督、1988年／キッティコーン・リアウシリクン監督、2013年）
- ハリマオ（和田勉監督、1989年）
- 北緯15°のデュオ（根本順善監督、1991年）
- 三たびの海峡（神山征二郎監督、1995年）
- 紙屋悦子の青春（黒木和雄監督、2006年）
- キャタピラー（若松孝二監督、2010年）
- スパイの妻〈劇場版〉（黒沢清監督、2020年）

戦争の終結
- 大東亜戦争と国際裁判（小森白監督、1959年）
- 日本のいちばん長い日（岡本喜八監督、1967年／原田眞人監督、2015年）
- アナザー・ウェイ ―D機関情報―（山下耕作監督、1988年）
- プライド・運命の瞬間（伊藤俊也監督、1998年）
- 太陽（アレクサンドル・ソクーロフ監督、2005年）

### 第一次中東戦争
- 巨大なる戦場（メルヴィル・シェイヴルソン監督、1966年）
- ケドマ 戦禍の起源（アモス・ギタイ監督、2002年）
- ファルハ（ダリン・J・サラム監督、2021年）

### 朝鮮戦争
- トコリの橋（マーク・ロブソン監督、1954年）
- 勝利なき戦い（ルイス・マイルストーン監督、1959年）
- M★A★S★H マッシュ（ロバート・アルトマン監督、1970年）
- インチョン!（テレンス・ヤング監督、1981年）
- 38度線（ハンス・シープメーカー監督、1986年）
- 南部軍 愛と幻想のパルチザン（チョン・ジヨン監督、1990年）
- 銀馬将軍は来なかった（チャン・ギルス監督、1991年）
- 太白山脈（イム・グォンテク監督、1994年）
- ブラザーフッド（カン・ジェギュ監督、2004年）
- トンマッコルへようこそ（パク・クァンヒョン監督、2005年）
- 戦火の中へ（イ・ジェハン監督、2010年）
- 小さな池 1950年・ノグンリ虐殺事件（イ・サンウ監督、2010年）
- 高地戦（チャン・フン監督、2011年）
- オペレーション・クロマイト（イ・ジェハン監督、2016年）
- 長沙里9.15（クァク・キョンテク、キム・テフン監督、2019年）
- 1950 鋼の第7中隊（チェン・カイコー、ツイ・ハーク、ダンテ・ラム監督、2021年）

### アルジェリア戦争
- 小さな兵隊（ジャン＝リュック・ゴダール監督、1963年）
- アルジェの戦い（ジッロ・ポンテコルヴォ監督、1966年）
- 自由、夜（フィリップ・ガレル監督、1983年）
- いのちの戦場 -アルジェリア1959-（フローラン＝エミリオ・シリ監督、2007年）

### ベトナム戦争
- ベトナム最前線（ホアン・ビン・ロク監督、1965年）
- グリーン・ベレー（ジョン・ウェイン、レイ・ケロッグ監督、1968年）
- ローリング・サンダー（ジョン・フリン監督、1977年）
- ディア・ハンター（マイケル・チミノ監督、1978年）
- 地獄の黙示録（フランシス・フォード・コッポラ監督、1979年）
- 無人の野（グェン・ホン・セン監督、1980年）
- 十月になれば（ダン・ニャット・ミン監督、1984年）
- プラトーン（オリバー・ストーン監督、1986年）
- ハンバーガー・ヒル（ジョン・アーヴィン監督、1987年）
- フルメタル・ジャケット（スタンリー・キューブリック監督、1987年）
- グッドモーニング, ベトナム（バリー・レビンソン監督、1987年）
- 河の女（ダン・ニャット・ミン監督、1987年）
- 7月4日に生まれて（オリバー・ストーン監督、1989年）
- カジュアリティーズ（ブライアン・デ・パルマ監督、1989年）
- エア★アメリカ（ロジャー・スポティスウッド監督、1990年）
- ホワイト・バッジ（チョン・ジヨン監督、1992年）
- 天と地（オリバー・ストーン監督、1993年）
- ナイフ（レ・ホアン監督、1995年）
- サイゴンからの旅人（レ・ホアン監督、1996年）別邦題『遥かな旅』
- ロイテ 誓い（グエン・トゥオン・フォン監督、1996年）
- タイガーランド（ジョエル・シュマッカー監督、2000年）
- コウノトリの歌（ジョナサン・フー、グエン・ファン・クアン・ビン監督、2001年）
- ワンス・アンド・フォーエバー（ランダル・ウォレス監督、2002年）
- ベトナム激戦史1967 攻防ケサン基地（ドアン・ミン・トゥアン監督、2005年）
- きのう、平和の夢を見た（ダン・ニャット・ミン監督、2009年）別邦題『焼いてはいけない』
- ザ・ファイブ・ブラッズ（スパイク・リー監督、2020年）

### カンボジア内戦
- キリング・フィールド（ローランド・ジョフィ監督、1985年）
- 地雷を踏んだらサヨウナラ（五十嵐匠監督、1999年）

### レバノン内戦
- 戦場でワルツを（アリ・フォルマン監督、2008年）
- レバノン（サミュエル・マオス監督、2009年）
- 灼熱の魂（ドゥニ・ヴィルヌーヴ監督、2010年）

### アフガニスタン紛争（1978年-1989年）
- レッド・アフガン（ケヴィン・レイノルズ監督、1988年）
- アフガン（フョードル・ボンダルチュク監督、2005年）

### エルサルバドル内戦
- サルバドル/遥かなる日々（オリバー・ストーン監督、1986年）
- イノセント・ボイス 12歳の戦場（ルイス・マンドーキ監督、2004年）

### 湾岸戦争
- 戦火の勇気（エドワード・ズウィック監督、1996年）
- ガルフ・ウォー（ロッド・ホルコム監督、1998年）
- スリー・キングス（デヴィッド・O・ラッセル監督、1999年）
- ライブ・フロム・バグダッド 湾岸戦争最前線（ミック・ジャクソン監督、2002年）
- クライシス・オブ・アメリカ（ジョナサン・デミ監督、2004年）
- ジャーヘッド（サム・メンデス監督、2005年）

### ルワンダ紛争
- ホテル・ルワンダ（テリー・ジョージ監督、2004年）
- ルワンダの涙（マイケル・ケイトン＝ジョーンズ監督、2005年）

### ユーゴスラビア紛争
- ブコバルに手紙は届かない（ポーラ・ドラシュコヴィッチ監督、1994年）
- アンダーグラウンド（エミール・クストリッツァ監督、1995年）
- ウェルカム・トゥ・サラエボ（マイケル・ウィンターボトム監督、1997年）
- セイヴィア（ピーター・アントニエヴィッチ監督、1998年）
- ノー・マンズ・ランド（ダニス・タノヴィッチ監督、2001年）
- エネミー・ライン（ジョン・ムーア監督、2001年）
- サラエボの花（ヤスミラ・ジュバニッチ監督、2006年）
- 最愛の大地（アンジェリーナ・ジョリー監督、2011年）
- ある愛へと続く旅（セルジオ・カステリット監督、2012年）

### チェチェン紛争
- コーカサスの虜（セルゲイ・ボドロフ監督、1996年）
- チェチェン・ウォー（アレクセイ・パラパーノフ監督、2002年）
- 大統領のカウントダウン（エヴゲニー・ラヴレンティエフ監督、2004年）
- ストームゲート（アンドレイ・マリュコフ監督、2006年）
- チェチェンへ アレクサンドラの旅（アレクサンドル・ソクーロフ監督、2007年）

### アフガニスタン紛争（2001年-2021年）
- グアンタナモ、僕達が見た真実 (マイケル・ウィンターボトム監督、2006年）
- ローン・サバイバー（ピーター・バーグ監督、2013年）
- ウォー・マシーン: 戦争は話術だ!（デヴィッド・ミショッド 監督、2017年)
- ホース・ソルジャー（ニコライ・フルシー 監督、2018年）

### イラク戦争
- イラク -狼の谷-（セルダル・アカル監督、2006年）
- 勇者たちの戦場（アーウィン・ウィンクラー監督、2006年）
- 告発のとき（ポール・ハギス監督、2007年）
- リダクテッド 真実の価値（ブライアン・デ・パルマ監督、2007年）
- ハート・ロッカー（キャスリン・ビグロー監督、2008年）
- ルート・アイリッシュ（ケン・ローチ、2010年）
- グリーン・ゾーン（ポール・グリーングラス監督、2010年）
- フェア・ゲーム（ダグ・リーマン監督、2010年）
- アメリカン・スナイパー（クリント・イーストウッド監督、2014年）

### ドンバス戦争
- ドンバス（セルゲイ・ロズニツァ監督、2018年）
- リフレクション（ヴァレンチン・ヴァシャノヴィチ監督、2021年）
- スナイパー コードネーム:レイブン（マリアン・ブーシャン監督、2022年）
- 世界が引き裂かれる時（マリナ・エル・ゴルバチ監督、2022年）
- オン・ザ・フロント・ライン 極限戦線（アルテム・セイタブラエフ監督、2023年）

### その他の戦争
日清戦争
- 天皇・皇后と日清戦争（並木鏡太郎監督、1958年）

北清事変
- 北京の55日（ニコラス・レイ監督、1963年）

フィンランド内戦
- 4月の涙（アク・ロウヒミエス監督、2008年）

ラトビア独立戦争
- バトル・オブ・リガ（アイガース・グラウバ監督、2007年）

エストニア独立戦争
- バルト大攻防戦（エルモ・ヌガネン監督、2002年）

第二次希土戦争
- ディバイナー 戦禍に光を求めて（ラッセル・クロウ監督、2014年）

満州事変
- 戦争と人間 第一部・第二部（山本薩夫監督、1970年・1971年）

インドネシア独立戦争
- ムルデカ17805（藤由紀夫監督、2001年）

国共内戦
- 戦場のレクイエム（馮小剛監督、2007年）

ビアフラ戦争
- ティアーズ・オブ・ザ・サン（アントワーン・フークア監督、2003年）

第三次印パ戦争
- インパクト・クラッシュ（サンカルプ・レッディ監督、2017年）

第四次中東戦争
- キプールの記憶（アモス・ギタイ監督、2000年）

ニカラグア内戦
- アンダー・ファイア（ロジャー・スポティスウッド監督、1983年）

イラン・イラク戦争
- ロスト・ストレイト（バラム・タバコリ監督、2018年）

フォークランド紛争
- ステイト・オブ・ウォー（トリスタン・バウアー監督、2005年）

グレナダ侵攻
- ハートブレイク・リッジ 勝利の戦場（クリント・イーストウッド監督、1986年）

ソマリア内戦
- ブラックホーク・ダウン（リドリー・スコット監督、2001年）

シエラレオネ内戦
- ブラッド・ダイヤモンド（エドワード・ズウィック監督、2006年）

リベリア内戦
- ジョニー・マッド・ドッグ（ジャン＝ステファーヌ・ソヴェール監督、2008年）

ガザ・イスラエル紛争
- ガザの美容室（タルザン・ナサール、アラブ・ナサール監督、2015年）